# Avagina marci
Avagina marci är en plattmaskart som beskrevs av Jürgen Dörjes och Tor Karling 1975. Avagina marci ingår i släktet Avagina och familjen Isodiametridae. Inga underarter finns listade i Catalogue of Life.